# Manof
Manof (hebr. מנוף; ang. Manof) – wieś komunalna położona w Samorządzie Regionu Misgaw, w Dystrykcie Północnym, w Izraelu.

## Położenie
Manof jest położona na wysokości 382 metrów n.p.m. w zachodniej części Dolnej Galilei. Leży na północno-zachodnich zboczach góry Har Szechanija (456 m n.p.m.). Teren na północny wschód od wsi stromo opada do wadi strumienia Segew. Z zachodnich zboczy góry Szechanija spływają strumienie Kavul i Szechanija. Na zachodzie wznosi się góra Har Kavul (373 m n.p.m.), a na południowym wschodzie jest pasmo górskie Gór Jatwat (ok. 500 m n.p.m.) rozdzielające położoną na północy Dolinę Sachnin od położonej na południu Doliny Bejt Netofa. Okoliczne wzgórza są zalesione. Teren opada w kierunku zachodnim do wzgórz Zachodniej Galilei i dalej na równinę przybrzeżną Izraela. W otoczeniu wsi Manof znajdują się miasto Tamra, miejscowości Kabul, Sza’ab, Kaukab Abu al-Hidża i I’billin, moszaw Ja’ad, oraz wsie komunalne Segew, Rakefet, Szechanija, Moreszet i Micpe Awiw.

### Podział administracyjny
Manof jest położony w Samorządzie Regionu Misgaw, w Poddystrykcie Akka, w Dystrykcie Północnym Izraela.

## Demografia
Stałymi mieszkańcami wsi są wyłącznie Żydzi. Tutejsza populacja jest świecka:

Źródło danych: Central Bureau of Statistics.

## Historia
Osada została założona w 1980 roku w ramach rządowego projektu Perspektywy Galilei, którego celem było wzmocnienie pozycji demograficznej społeczności żydowskiej na północy kraju. Grupa założycielska składała się z imigrantów z RPA, do których dołączyli Żydzi ze Stanów Zjednoczonych i Kanady. Przybyli oni do Dolnej Galilei w 1979 roku i pierwszy rok spędzili w pobliskim mieście Karmiel. W międzyczasie wybudowano pierwsze domy we wsi Manof. Istnieją plany rozbudowy wsi.

## Edukacja
Wieś utrzymuje przedszkole. Starsze dzieci są dowożone do szkoły podstawowej we wsi Gilon.

## Kultura i sport
We wsi jest ośrodek kultury z biblioteką, oraz niewielki ogród zoologiczny dla dzieci. Z obiektów sportowych jest basen pływacki, boisko do koszykówki oraz siłownia.

## Infrastruktura
We wsi jest przychodnia zdrowia, synagoga, sklep wielobranżowy oraz warsztat mechaniczny.

## Gospodarka
Lokalna gospodarka opiera się na działalności usługowej. Przy wiosce powstała niewielka strefa przemysłowa z kompleksem szklarni. Część mieszkańców dojeżdża do pracy poza wsią.

## Transport
Ze wsi wyjeżdża się na zachód drogą nr 7933, która prowadzi na południowy wschódod wiosek Szechanija i Koranit, oraz dalej do skrzyżowania z drogą nr 764. Jadąc drogą tą na południowy zachód dociera się do miejscowości Kaukab Abu al-Hidża, lub jadąc na północny wschód do skrzyżowania z drogą nr 7955 (prowadzi na wschód do moszawu Jodfat) i dalej do wsie komunalnej Rakefet.